# Eerste Kamtsjatka-expeditie

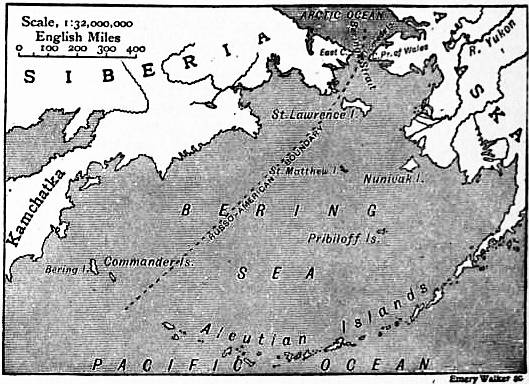
Van het schiereiland Kamtsjatka tot de Arctische Oceaan

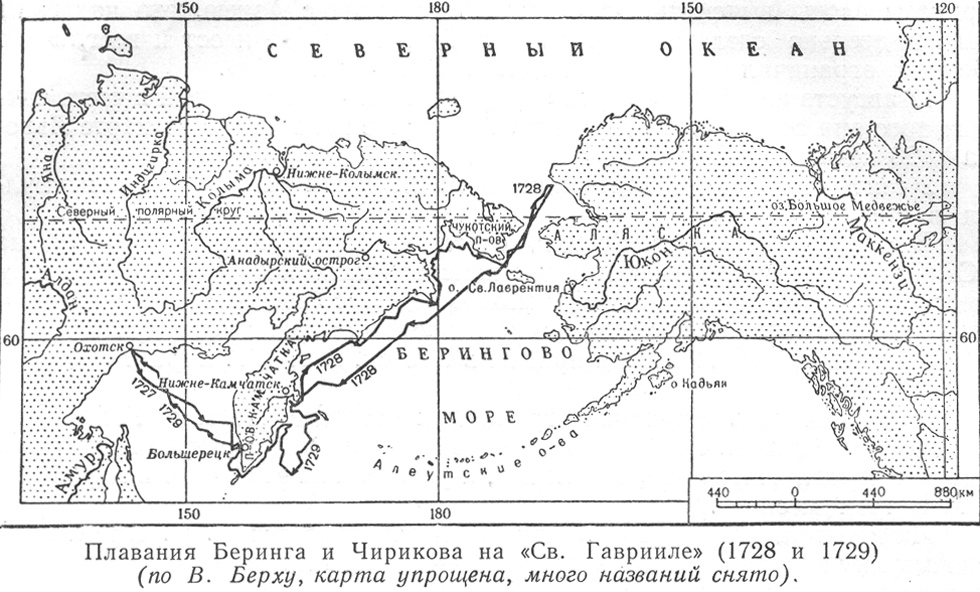

De Eerste Kamtsjatka-expeditie vond plaats tussen 1725 en 1731 onder de leiding van Vitus Bering. Hij had de opdracht gekregen van tsaar Peter de Grote om de oostkust van Siberië in kaart te brengen en te onderzoeken of er een landverbinding is met Noord-Amerika.

## Expeditie
De expeditie vertrok in januari 1725 uit Sint-Petersburg en kwam in januari 1727 aan in Ochotsk, vandaar uit vertrokken ze naar het schiereiland Kamtsjatka. De werkelijke expeditie begon op 14 juli 1728 richting het noorden.
Op 8 augustus had de expeditie een eerste ontmoeting met de inheemse bevolking. Een boot met acht Tsjoektsjen naderde het schip en vroeg wat het doel van hun bezoek was. Ze weigerden aan boord van het schip te gaan, maar stuurden een afgevaardigde die naar het schip zwom in een met lucht gevulde ballon gemaakt van dierenhuid. De man vertelde dat er eilanden in de buurt waren, en inderdaad, twee dagen later bereikte de expeditie een eiland, dat Bering Sint Laurentius-eiland noemde. Daarna voer de expeditie tot aan de Arctische Oceaan, die de naam Tsjoektsjenzee kreeg. Hiermee hadden ze bewezen dat er geen landverbinding is tussen Siberië en Noord-Amerika.
Het ijs begon op te rukken en op 16 augustus 1728 besloot Bering rechtsom te keren. Op 31 augustus werd het schip getroffen door een zware storm en slaagde er ternauwernood in om niet tegen de kust te botsen. Vijftig dagen na hun vertrek, bereikten ze opnieuw de monding van de rivier de Kamtsjatka. In juli 1729 waren ze terug in Ochotsk en op 28 februari 1730 was Bering terug in Sint-Petersburg.
Twee jaar later vertrok Bering opnieuw, de Tweede Kamtsjatka-expeditie.